# William A. Stone

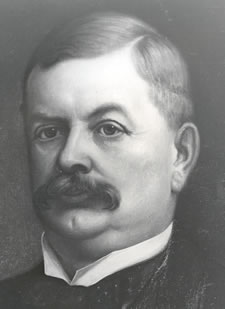
William A. Stone

William Alexis Stone (* 18. April 1846 in Wellsboro, Pennsylvania; † 1. März 1920 in Pittsburgh, Pennsylvania) war ein US-amerikanischer Politiker (Republikanische Partei) und von 1899 bis 1903 der 23. Gouverneur des Bundesstaates Pennsylvania.

## Frühe Jahre
William Stone besuchte die öffentlichen Schulen seiner Heimat und die State Normal School in Mansfield. Seit 1864 nahm er am Bürgerkrieg teil. Auch nach dem Krieg blieb er militärisch engagiert und wurde Oberstleutnant der Nationalgarde von Pennsylvania. Nach einem Jurastudium wurde er im Jahr 1870 als Rechtsanwalt zugelassen. Danach praktizierte er in seinem neuen Beruf.
Zwischen 1874 und 1876 war er Bezirksstaatsanwalt im Tioga County. Dann zog er nach Pittsburgh. Dort wurde er zwischen 1877 und 1886 Bundesstaatsanwalt für den westlichen Teil des Staates Pennsylvania. Im Jahr 1886 wurde er von Präsident Grover Cleveland aus diesem Amt entlassen, weil er gegen das Gebot der politischen Neutralität verstoßen und den Gouverneurswahlkampf von James Addams Beaver unterstützt hatte. Zwischen 1891 und 1898 war Stone als Nachfolger von Thomas McKee Bayne Abgeordneter im US-Repräsentantenhaus in Washington, D.C. 1898 wurde Stone als Kandidat seiner Partei zum neuen Gouverneur seines Staates gewählt.

## Gouverneur von Pennsylvania
William Stone trat seine vierjährige Amtszeit am 17. Januar 1899 an. Er setzte den Kurs der Haushaltskonsolidierung fort, geriet aber durch seine Unterstützung für Matthew Quay unter Druck. Quay, einer der republikanischen Parteiführer in Pennsylvania, hatte Stones Wahlkampf unterstützt. Nun bewarb er sich mit Stones Hilfe um einen Sitz im US-Senat, obwohl er unter dem Verdacht der Veruntreuung von öffentlichen Geldern stand. In Stones Amtszeit wurde mit dem Wiederaufbau des abgebrannten Kapitols in Harrisburg begonnen.
Nach Ablauf seiner Amtszeit wurde Stone zusammen mit seinem Sohn in Pittsburgh als Anwalt tätig. Zwischen 1916 und seinem Tod im Jahr 1920 war er in der Verwaltung des Obersten Gerichtshofs von Pennsylvania angestellt. William Stone war zweimal verheiratet und hatte insgesamt acht Kinder.